# Marcel Sachs
Pour les articles homonymes, voir Sachs.
Marcel Sachs (23 novembre 1883, Paris-27 janvier 1961, Neuilly-sur-Seine)  est un rabbin français, qui fut un des représentants du judaïsme français durant la Seconde Guerre mondiale.

## Biographie
Marcel Sachs naît le 23 novembre 1883 dans le 13e arrondissement de Paris,,.
Il fait ses études au Séminaire Israélite de France de Paris. À sa sortie en 1907, il est nommé rabbin à Saint-Étienne.
En 1914, il est nommé rabbin de la synagogue Chasseloup-Laubat, à Paris. Parallèlement, il devient secrétaire général du Consistoire central, position qu'il occupe jusqu'à sa retraite en 1958.
En septembre 1934, il inaugure, avec le grand rabbin de France, Israël Lévi, une nouvelle synagogue, rue Michelet, à Saint-Quentin, dans l'Aisne.
Durant la Première Guerre mondiale, il est mobilisé comme aumônier. Il revient à Chasseloup-Laubat lors de ses permissions.
Durant la Seconde Guerre mondiale, et l'occupation de Paris, il assume, presque seul, la permanence au Consistoire central, 17 rue Saint-Georges.
Les Allemands tentent d'établir en France, dès septembre 1940, à l'instar de ce qu'ils avaient accompli en Pologne, un Judenrat (Conseil juif). Le Sturmbannfuhrer Theodor Dannecker, représentant la Gestapo, fait pression dès le 28 octobre 1940, sur Marcel Sachs afin d'envisager la constitution d'un Judenrat. Sachs s'y oppose en invoquant la loi du 9 décembre 1905 [Séparation des Églises et de l'État] limitant strictement au culte l'activité des associations cultuelles.
Renée Poznanski observe : « D'argument juridique en arguties techniques visant à reculer les échéances, les dirigeants juifs n'étaient pas parvenus à empêcher la création du Comité de coordination dont le secrétaire général, Marcel Sachs devint, par la force des choses, l'interlocuteur auprès de Dannecker ».
Lucien Lazare écrit : « Lors de la constitution officielle du Comité de coordination en janvier 1941, la Rue Amelot, présente derrière le paravent de l'œuvre La Mère et l'Enfant et de l'OSE, avait le plein accord de son partenaire du CBIP [Comité de bienfaisance israélite de Paris], Marcel Sachs, pour opposer la force d'inertie aux exigences des nazis, mais gérer une grande partie de l'assistance à l'aide d'une "caisse noire". Cette tactique, assez vite déjouée par le SD (Sicherheitsdienst, Service de la Securité) nazi, le Comité de la rue Amelot quitta en mai 1941 le Comité de Coordination, devenu alors une administration efficace après le départ de Sachs et la nomination à sa tête de Baur et Stora ».
La situation de Marcel Sachs est ainsi décrite : « Tout en menaçant de représailles, il [Dannecker] a imposé le rabbin Julien Weill et Marcel Sachs en tant que représentants de la population juive. Il leur intima l'ordre de rester personnellement en contact avec lui. Par la suite, n'étant pas satisfait de la collaboration du « vieux » rabbin (le Grand Rabbin Julien Weill), Dannecker nomma Marcel Sachs chef de l'ensemble des Juifs de France. Celui-ci déclara que, n'étant qu'un simple employé, il ne pouvait remplir ce rôle de « chef ». [...] M. Sachs fut nommé secrétaire général [du Comité de Coordination]. La première réunion eut lieu le 30 janvier 1941 et le 6 février 1941, les règlements suivants furent acceptés à l'unanimité. [...] Le siège sera situé au 17, rue Saint-Georges et sera ainsi proche du secrétaire général [Marcel Sachs]. [...] Il [Dannecker] a en outre exigé que le rabbin Marcel Sachs, ne soit plus secrétaire général (poste trop démocratique), mais président. Comme d'habitude Dannecker accompagne ses exigences de menaces ».
En août 1941, Xavier Vallat, commissaire général aux Questions juives, du régime de Vichy cède aux pressions de Dannecker. La loi du 9 novembre 1941 crée l'Union générale des israélites de France (UGIF).
Roger Berg note que Marcel Sachs ne désire pas participer à l'entreprise de l'UGIF : « Marcel Sachs n'y prêtera pas la main. Voyant l'aggravation de la situation, il enfilera une combinaison de mécanicien, et avec l'aide des cheminots de la gare de Lyon, montera sur une locomotive. Elle l'amènera clandestinement dans le chef-lieu du Rhône, rue Boissac, nouveau siège à Lyon du Consistoire central et du Grand Rabbinat de France. [...] L'appartement du rabbin de la synagogue Chasseloup-Laubat était provisoirement inoccupé ».
Alphonse Weill lui succède
Marcel Sachs meurt le 27 janvier 1961 à Neuilly-sur-Seine.